# Kerber (Band)
Kerber (serbisch-kyrillisch Кербер für Cerberus) ist eine ehemals jugoslawische, heute serbische Heavy-Metal- und Rockband.
Die Gruppe wurde 1981 in Niš gegründet. Ihr erstes Album erschien 1983. Der erste Name der Gruppe war „Top“. Sie benannte sich in Cerberus um, dem dreiköpfigen Höllenhund aus der griechischen Mythologie, das sie geschickt in ihr Image einbaute. Das letzte Studio-Album von Kerber erschien 1996, ihr derzeit letztes Konzert gab die Gruppe 2006.

## Diskografie
- 1983: Nebo je malo za sve
- 1984: Ratne igre
- 1986: Seobe
- 1988: Ljudi i bogovi
- 1989: 121288 (Live)
- 1990: Peta strana sveta
- 1996: Zapis
- 1999: Unplugged